# John Duff Lowe
John "Duff" Lowe (Liverpool, 13 de abril de 1942-Liverpool, 22 de febrero de 2024) fue un músico británico conocido por haber sido pianista de la banda The Quarry Men, fundada y liderada por John Lennon, que fue antecesora de Los Beatles. Tocó el piano en el histórico disco de Los Quarry Men del 12 de julio de 1958, el primero que grabaron Lennon, Paul McCartney y George Harrison, que incluye la primera grabación de una canción de McCartney, «In Spite of All the Danger». Dejó The Quarry Men en 1959 y formó parte del grupo que refundó la banda en 1997, permaneciendo activo desde entonces.

## Biografía

### Infancia
John «Duff» Lowe nació en West Derby, un suburbio de Liverpool, el 13 de abril de 1942.
Lowe perteneció a la primera generación británica de adolescentes con características sociales y culturales propias, marcadas por el racionamiento de alimentos entre 1939 y 1954, la extensión de la educación obligatoria hasta los quince años y la eliminación del servicio militar. Los años 1954, 1955 y 1956 fueron de gran importancia social y musical para la generación de adolescentes británicos nacidos en la guerra. En 1954 terminó el racionamiento de alimentos que les permitió disfrutar por primera vez en su vida de placeres típicamente infantiles como los helados, las golosinas y las tortas, abriendo el camino hacia un gran cambio de costumbres caracterizadas por el placer y el consumo. En 1955 estalló mundialmente el rock and roll estadounidense, con las figuras de Bill Haley primero y Elvis Presley después. En 1956 estalló con Lonnie Donegan, exclusivamente en Gran Bretaña, lo que se llamó la «locura del skiffle» (skiffle craze), un intermedio entre el folk, el jazz y el rock, pero cantado por británicos con instrumentos baratos, como la guitarra -ajena hasta ese momento a la cultura británica-, o caseros, como la tabla de lavar y el bajo de cofre de té (tea-chest bass). El skiffle fue adoptado masivamente por los adolescentes británicos, no solo como música para bailar, sino sobre todo para tocar: decenas de miles de bandas de skiffle integradas por adolescentes se crearon ese año.
Lowe realizó sus estudios secundarios en el Instituto de Gramática para Varones de Liverpool, donde también asistían Paul McCartney y George Harrison.

### The Quarry Men

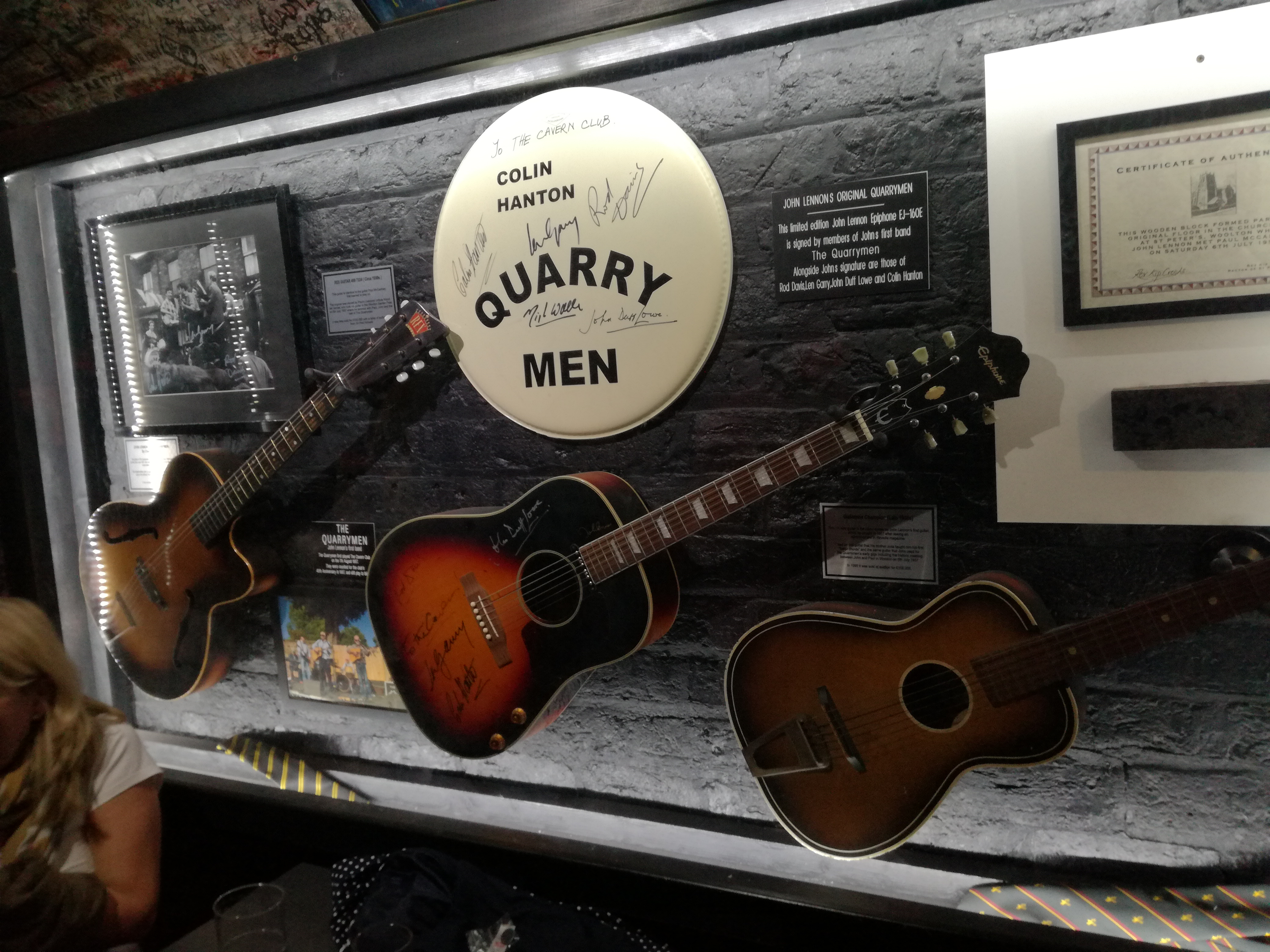
Vitrina dedicada a The Quarry Men en The Cavern Club, con instrumentos autografiados, entre ellos el de John Duff Lowe.

The Quarry Men fue una banda de skiffle creada y liderada por John Lennon en 1956, en plena «locura del skiffle» (skiffle craze). El 6 de julio de 1957, durante una presentación de la banda, John Lennon y Paul McCartney se conocieron; poco después Paul ingresó como guitarrista y cantante. Paul a su vez logró que ingresaran al grupo otros dos miembros: George Harrison a fines de 1957 y John Duff Lowe hacia marzo de 1958, como pianista.Simultáneamente los ensayos se trasladaron de sábados a domingos, casi siempre en la casa de Paul, donde podían contar con el piano de su padre.

...Duff era un demonio como pianista. Podía tocar a la perfección las partes del piano en «Mean Woman Blues» (versión de Jerry Lee Lewis), que todos amábamos, especialmente ese arpegio del comienzo y lo mismo con «Tutti Frutti» de Little Richard. Era bueno: supe de inmediato por qué Paul lo había reclutado.
Colin Hanton

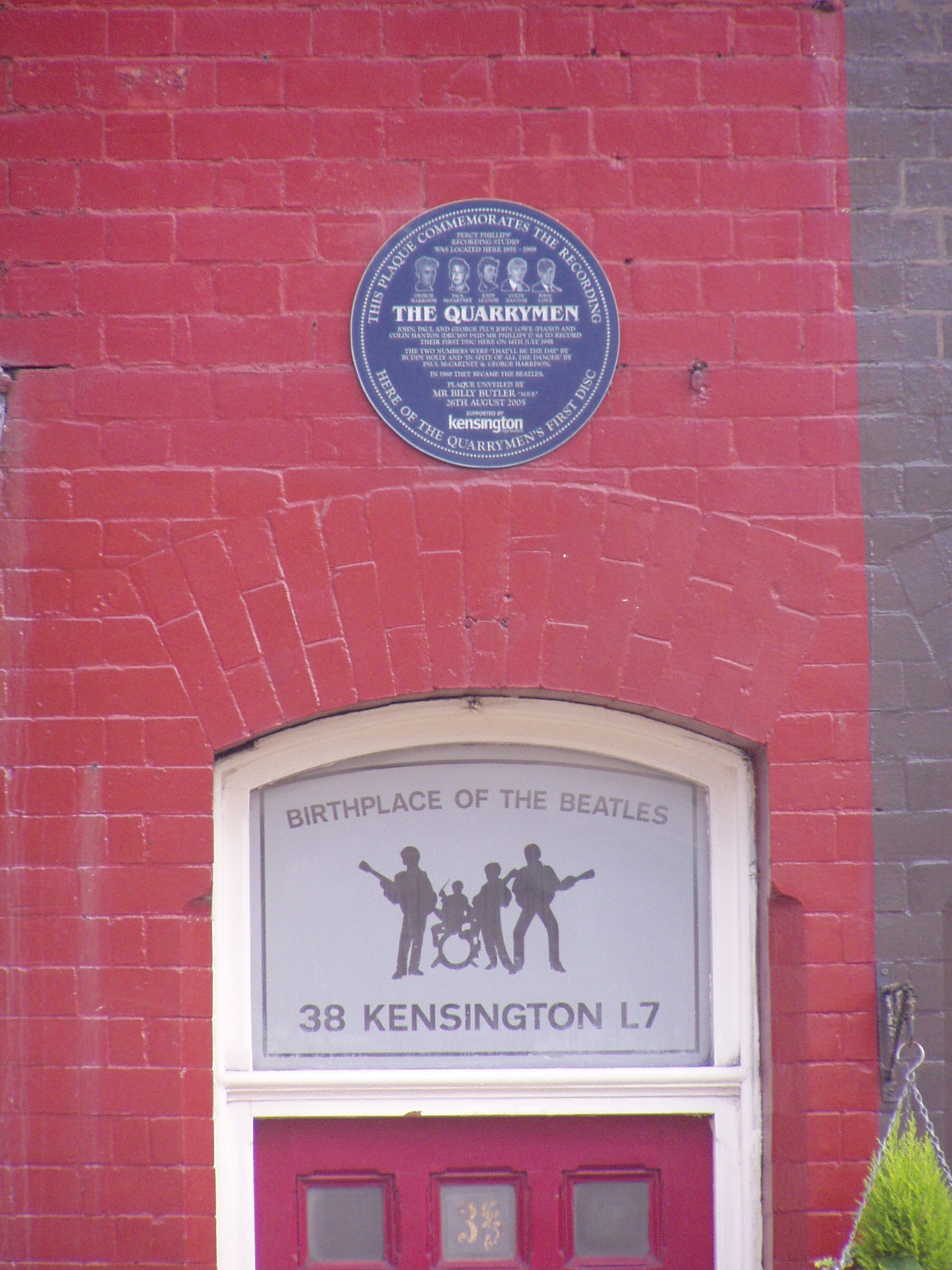
Placa en 38 Kensington Road conmemorando el disco grabado allí por Los Quarry Men en 1958. Para la imagen de Colin Hanton el grabador de la placa utilizó una imagen de Ringo Starr.

En ese momento la formación de Los Quarry Men, siempre con Nigel Walley como representante, fue la siguiente:
- John Lennon (guitarra y primera voz)
- Paul McCartney (guitarra y primera voz)
- George Harrison (guitarra)
- Colin Hanton (batería)
- John Lowe (piano)

Poco después Paul le presentó al grupo un tema propio, «In Spite of All the Danger» (A pesar del peligro), una canción de amor en la que el cantante le ofrece a su enamorada hacer cualquier cosa que ella quiera, si ella es auténtica con él. Tocar un tema propio significaba una enorme ruptura, no solo para la banda, sino para las bandas musicales que proliferaban en Liverpool.

Fue impresionante. No solo había sido escrita por Paul, sino que además era realmente buena. Me gustaba. Sonaba como una canción que Elvis podría cantar. No dije nada en ese momento, pero por dentro estaba asombrado. Era prueba del talento de Paul y de la creciente ambición suya y de John.
Colin Hanton

McCartney ha declarado que «In Spite of All the Danger» fue escrita imitando el estilo de una canción de Elvis Presley que había escuchado en el campamento scout al que había asistido el verano anterior. Fue una de las dos primeras canciones compuestas por McCartney, junto a «I Lost My Little Girl». Esta última también fue ensayada por The Quarry Men, pero nunca la estrenaron porque Paul sentía que no era suficientemente buena.
Cuando se acercaba la mitad de 1958, George Harrison se enteró de que el guitarrista Johnny Byrne, del grupo de Rory Storm, había grabado un disco en un pequeño sello de Liverpool llamado Kensington, que era propiedad de Percy Phillips. El costo era de 17 chelines y seis peniques, que significaba una suma de importancia, sobre todo para adolescentes de entonces. Luego de reunir el dinero (3 chelines y 6 peniques cada uno), la grabación fue agendada para el sábado 12 de julio de 1958 (más probablemente), o el lunes 14 de julio (la fecha exacta está discutida).
Cuando Lennon, McCartney, Harrison, Lowe y Hanton llegaron, se sorprendieron de cuán pequeño y técnicamente primario era el lugar, que poseía sólo un micrófono en el centro de la habitación. Al llegar Phillips les aclaró que para realizar la grabación en una cinta analógica, que pudiera ser editada y luego transferida a un único disco de acetato de 78 RPM, debían pagar una libra, que significaba un adicional de 2 chelines y 6 peniques respecto del dinero que habían juntado. Pero los jóvenes no tenían ese dinero y por ello la grabación se efectuó directamente sobre el disco.
Como lado A grabaron un éxito de su admirado Buddy Holly, «That'll Be the Day», y como lado B grabaron «In Spite of All the Danger», que en ese momento fue acreditado a Paul McCartney, compartiendo la autoría con George Harrison, debido al solo de guitarra que contiene, creado por este último. Una placa ubicada en la pared exterior del edificio, en la calle Kensington 38 de Liverpool, recuerda aquella histórica grabación.
Realizada la grabación, los jóvenes se llevaron el disco y pactaron tenerlo una semana cada uno, comenzando por John, luego Paul, George y finalmente Colin Hanton. Hanton a su vez se lo prestó a su amigo Charlie Roberts, quien lo mantuvo en su poder sin darse cuenta varios años, hasta que su esposa Sandra lo encontró en la década de 1960 entre varios discos viejos de los que pensaba deshacerse. Roberts se lo devolvió a Hanton, quien a su vez se lo dio a Duff Lowe, cuya esposa lo guardó en una cómoda. En 1981 McCartney descubrió que Lowe tenía ese disco en su posesión y se lo compró, para luego restaurarlo y hacer varias copias. En 1995 el disco fue difundido mundialmente al ser reeditado en el álbum Anthology 1, pero recortando 30 segundos de los tres minutos y veinticinco segundos de la grabación original.
La preservación de un único disco grabado por Los Quarry Men, tocando una de las primeras canciones de Paul McCartney, con la participación de tres de los cuatro beatles, ha sido considerada milagrosa. Entre enero y mayo de 1960 John, Paul y George grabaron otro disco en el estudio de Percy Phillips, que incluía «One After 909», uno de los primeros temas compuestos por John Lennon. De este último disco no existen rastros.
Tres días después de grabar el disco, el 15 de julio de 1958, la madre de John Lennon, Julia, fue atropellada frente a la casa de su hijo, muriendo instantáneamente en el accidente. La tragedia impactó fuertemente sobre la continuidad de la banda, tal como estaba. John se acercó más que nunca a Paul, que también había perdido a su madre tres años atrás.
John "Duff" Lowe, eventualmente, dejó de tocar para el grupo porque vivía demasiado lejos y porque la mayoría de los lugares en que tocaban no tenían un piano.

### Luego de Los Quarry Men
Luego de dejar la banda, tocó luego en una conocida banda británica llamada Hobo Rick & the City Slickers, liderada por Ricky Tomlinson, quien solía bromear diciendo que Lowe dejó a Los Beatles para incorporarse a su banda. Duff Lowe también tocó en The Casbah Coffee Club de Mona Best (madre de Pete Best), que quedaba a pocas cuadras de su casa y fue amigo de Neil Aspinall, conocido colaborador de Los Beatles. Al finalizar sus estudios secundarios, Lowe trabajó primero como corredor de bolsa y en el sector bancario y financiero. En 1975 se mudó a Bristol.

### Refundación de The Quarrymen

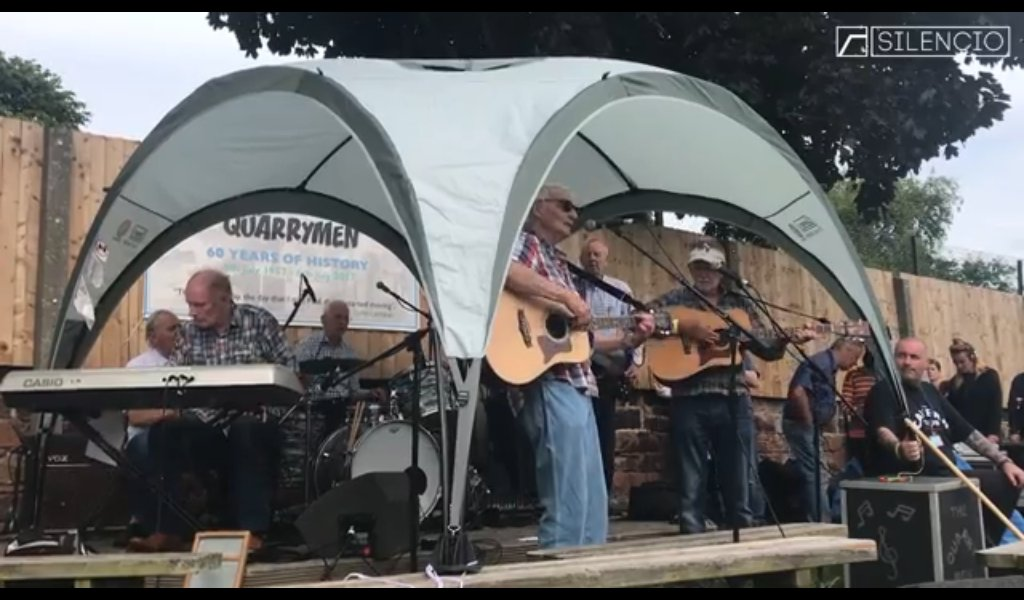
The Quarrymen actuando en St. Peters Church, Woolton, Liverpool, en el 60.º aniversario del encuentro entre John Lennon y Paul McCartney, en el mismo lugar en que habían tocado en 1957. Duff aparece en la foto tocando el piano.

En 1992 volvió a conectarse con dos exmiembros de The Quarry Men, Rod Davis y Len Garry para refundar la banda, y grabaron dos álbumes que no fueron publicados. En 1994 lanzó con Rod Davis el álbum Open for Engagements.
El 16 de enero de 1997 The Cavern, que se había reabierto en 1984, celebró su 40.º aniversario con una gran fiesta conmemorativa. En esa ocasión se inauguró la estatua de John Lennon en Mathew Street y la pared de ladrillos con el nombre inscripto de cada uno de los 1801 artistas que habían actuado en su escenario hasta ese momento. Entre los principales invitados se encontraban los miembros originales de los Quarry Men. La mayoría de ellos no habían vuelto a tocar sus instrumentos y varios de ellos no se habían vuelto a ver desde la década de 1950. A pesar de ello, en esa ocasión improvisaron una breve actuación, ayudados por otros músicos.
El reencuentro en The Cavern los impulsó a reunir a miembros históricos de la banda, para realizar un concierto conmemorativo del 40.º aniversario de la presentación de Los Quarry Men el 6 de julio de 1957, en la Iglesia de San Pedro de Woolton, día en que se encontraron John y Paul. El recital contó con la adhesión de Paul McCartney, Yoko Ono Lennon, George Martin, Cynthia Lennon, la reina y el primer ministro Tony Blair. La formación de la banda ese día fue:
- Len Garry (guitarra y primera voz)
- Rod Davis (guitarra y voz)
- Colin Hanton (batería)
- Pete Shotton (bajo de cofre de té y tabla de lavar)
- Eric Griffiths (guitarra)

Un video casero, difundido por el sitio Beatlesatstpeters, registró el recital.
La nueva reunión de Los Quarrymen fue recibida con mucho interés por la prensa, los fanes de Los Beatles y gente de todo el mundo en general, impulsando a la banda a mantenerse unida. A la fecha (2018), The Quarrymen ha permanecido activa durante 21 años, dando recitales en diversas partes del mundo. Desde entonces han lanzado también tres álbumes en CD, Get Back Together (1997), Songs we remember (2004) y Grey Album (2012). 
En 2005 falleció Eric Griffiths y en 2017 falleció Pete Shotton. La formación de la banda en 2018 era:
- Len Garry (guitarra y primera voz)
- Rod Davis (guitarra y voz)
- Colin Hanton (batería)
- John Duff Lowe (piano)
- Chas Newby (bajo)